# 木星を扱った作品一覧
木星を扱った作品一覧（もくせいをあつかったさくひんいちらん）は、木星が関連する作品の一覧である。

## 音楽
組曲『惑星』第4曲「木星、快楽をもたらす者」（グスターヴ・ホルスト）
なお、モーツァルトの交響曲第41番は、しばしば「ジュピター」と呼ばれるが、木星ではなくローマ神話の神の方に由来する。
さよなら人類（たま）

## 小説
『宇宙の旅シリーズ』（アーサー・C・クラーク）（1968年）
『メデューサとの出会い』 （アーサー・C・クラーク）（1971年）
『木星第五衛星』 （アーサー・C・クラーク）（1953年）
『決定的!』 （アイザック・アシモフ）（1941年）
木星の分厚い大気の下に住む木星人と人類の交渉をメインとした小説。木星人は全太陽系の支配を主張するが、それが不可能な決定的理由を人類は見つけ出す。だがある宇宙船の存在がそれを覆してしまう。
『思わざる勝利』 （アイザック・アシモフ）（1942年）
『決定的!』の続編。木星人を調査し交渉を行うため、人類は木星の大気と重力に耐えられる3体のロボットを製造し、木星に送り込む。木星人はやってきたロボット達に対し傲岸な態度をとり、木星の圧倒的な国力を見せ付ける。しかし人類やロボット達が思わぬことで、木星は太陽系征服をあきらめてしまう。
『木星買います』 （アイザック・アシモフ）（1958年）
異星人が木星を買い取りたいと人類に提案してくるが、使用目的をはっきりと答えようとしない。話し合いの末ようやく目的を聞きだした人類は、その使い方に呆れることとなる。
『恐怖の宇宙帝王』（エドモンド・ハミルトン）（1940年）
『キャプテン・フューチャー』シリーズ第1作。本作以外でも登場。
『木星の骸骨人間』（エドガー・ライス・バローズ）（1943年）
『火星シリーズ』最後の作品（未完）。本作では地球型惑星となっているが、ガスが濃く、直射日光が射さない。
『都市』（クリフォード・D・シマック）(1952年)
木星探査のために人間の精神を木星生物に憑依させる技術が開発されるが、探査隊員らは木星環境の虜になり、元の肉体に戻ることを拒否する。
『天の光はすべて星』（フレドリック・ブラウン）（1953年）
宇宙開発が停滞した1990年代末にて、有人木星探査を公約に掲げた女性議員の事を知った元宇宙飛行士が、女性議員と協力して共に木星探査計画の実現を目指す。
『宇宙零年』（ジェイムズ・ブリッシュ）（1956年）
木星の雲の底に巨大な「橋」を建設するというプロジェクトを隠れ蓑にして、太陽系外進出に必要な技術の研究が密かに進められる。
『木星プロジェクト』（グレゴリー・ベンフォード）（1975年）
『木星強奪』（ドナルド・モフィット）（1977年）
異星人の宇宙船が巨大な惑星を推進剤の供給源として曳航しながら太陽系に来訪、今度は木星を持ち去ろうとする。
『さよならジュピター』（小松左京）（1980年）
木星からエネルギーを取り出す「木星太陽化計画」を進めるなか、ブラックホールが太陽と衝突する事が判明。計画を変更し、木星を爆発させてブラックホールにぶつけることでコースの変更を図る。
『航空宇宙軍史』（谷甲州）（1984年）
『灼熱の竜騎兵』（田中芳樹）（1988年）
元素転換技術によって木星の大気から多数の地球型惑星が作られた世界で、その新惑星の一つが地球からの独立を宣言し、太陽系全体を巻き込む動乱へと発展していく。
『大赤斑追撃』（林譲治）（2001年）
民間の木星調査船が海賊と誤認されて軍の攻撃を受ける。無線の故障で連絡を取ることもできず、自衛のため地の利を生かして反撃する。
『メデューサ複合体』  (谷甲州) (2010年) (『星を創る者たち』(2014年)所収) 初出はNOVA_書き下ろし日本SFコレクション#NOVA_3
木星系アマルテアが舞台
『イリアム』『オリュンポス』（ダン・シモンズ）
過去に人類各国が送った自立進化型探査機の子孫達が長い年月の間に連絡の取れなくなった地球やテラフォーミングされていた火星の調査の為、各衛星の代表者と多量の兵員と共に恒星宇宙船で調査に出向き、物語に重要な役割を果たす

## 漫画
『木星ピケットライン』（あさりよしとお）
ある小惑星が地球に激突することがわかり、人類は核ミサイルを搭載した宇宙船を向かわせ小惑星の軌道を逸らして木星に落とそうとする。だがその小惑星は計算よりはるかに大きな質量を持っていた。『2001年宇宙の旅』のパロディ要素を持つ作品。
『機動戦士VS伝説巨神 逆襲のギガンティス』（原作：富野由悠季、漫画：長谷川裕一）
『機動戦士ガンダム』と『伝説巨神イデオン』のクロスオーバー作品。木星近くで発見された巨大な人型兵器の調査を行ううちに、それが宇宙そのものの誕生と破壊につながる物だということが明らかになる。
『機動戦士クロスボーン・ガンダム』（原作：富野由悠季、漫画：長谷川裕一）
木星に移住した人類が、地球には極秘で「木星帝国」を立ち上げ地球を滅ぼそうとする物語。地球から遠く離れた人類の感性が、徐々に地球人離れしていく様が描かれる。
『巨人たちの伝説』、『ムーン・ロスト』（星野之宣）
『プラネテス』（幸村誠）
物語の中盤で主人公が有人木星探査船の乗員に志願し、以降はその選考過程が描かれる。
『遊撃宇宙戦艦ナデシコ』（漫画：麻宮騎亜）
『銃夢 LastOrder』（木城ゆきと）
「木星系連邦」が設立されており、木星を中心としたダイソン球が建造されているが、工事は中断中。住民はすべてサイボーグ化が義務付けられている。

## 映画
『2001年宇宙の旅』
『2010年』
『さよならジュピター』
『劇場版 機動戦士ガンダム00 -A wakening of the Trailblazer-』
『アウトランド』
厳密には木星の衛星イオが舞台。

## アニメ
『宇宙戦艦ヤマトシリーズ』
第1作『宇宙戦艦ヤマト』では、木星の大気圏内を漂う「浮遊大陸」が登場し、波動砲で破壊される。
第2作『さらば宇宙戦艦ヤマト 愛の戦士たち』以降は衛星に地球防衛軍の基地が建設されている。
リメイク『宇宙戦艦ヤマト2199』では、ガミラスから「ズピスト」と呼ばれている。
ガンダムシリーズ
宇宙世紀作品では木星でヘリウムの採掘を行う船団がたびたび登場する。その船団の出身者であるシャリア・ブルやパプテマス・シロッコは高いニュータイプ能力を持ち「木星帰りの男」と呼ばれる。逆にジュドー・アーシタは物語の最終回で木星に旅立っている。
『機動戦士ガンダム00』
ガンダムの動力源である「GNドライヴ（太陽炉）」が作られた場所とされている。
『機動戦艦ナデシコ』（XEBEC）
木星蜥蜴（トカゲ）と呼ばれる未知の敵と戦う。ストーリー中盤から終盤にかけて、その正体が明かされる。
『銀河旋風ブライガー』
木星を爆破解体し、地球型惑星を数十個作る大アトゥーム計画が登場。
『銀河烈風バクシンガー・銀河疾風サスライガー』
「ブライガー」において木星が破壊され、地球型惑星が多数生まれた後の太陽系の物語。
『ジーンシャフト』
巨大な人型兵器と地球外生命体のミイラがガニメデの遺跡から発掘され、エウロパが終盤の舞台になる。
『真（チェンジ!!）ゲッターロボ 世界最後の日』
15個の衛星を取り込み、ゲッター炉心を撃ち込まれて「ゲッター線の太陽」へと変貌させられる。後に赤色巨星化。インベーダー軍団とゲッターチームの最終決戦の場となった。
『トップをねらえ!』
三万分の一に縮小された木星を核とした超巨大ブラックホール爆弾「バスターマシン3号機」で宇宙怪獣の巣窟となっている銀河中心部いて座A*を消滅させる「カルネアデス計画」が登場。
『ヒロイック・エイジ』
鉄の種族（人類）の戦艦の主砲により落下したイオと、それに対する銀の種族の反撃により破壊されてしまう。
『勇者王ガオガイガー』
木星に眠る未知のエネルギー「ザ・パワー」を巡り、GGGおよびジェイアークと機界31原種の最終決戦の舞台となる。放送年となる1997年現在で確認されていた16個の衛星が原種と融合し、戦闘により破壊される。

## プラネタリウム作品
『はるかなる木星へ -AROUND JUPITER-』

## 娯楽
木製ジェットコースター「ジュピター」
大分県別府市の城島高原パークにある。